# Kírovskoie (Sverdlovsk)
|  | Per a altres significats, vegeu «Kírovskoie». |

Kírovskoie (en rus: Кировское) és un poble de l'óblast de Sverdlovsk, a Rússia, segons el cens del 2010 tenia 900 habitants.